# 鹿乃子乃子乃子虎视眈眈
《鹿乃子乃子乃子虎视眈眈》是由日本画师Oshioshio所创作的日本漫画作品，在讲谈社旗下的周刊少年Edge于2019年12月到2023年11月连载。由于原杂志停刊，故转移到同社旗下的Magazine Pocket于2024年1月起恢复连载。改編电视动画由WIT STUDIO製作，于2024年7月至9月播放。

## 剧情
虎視虎子是一名高中女生，在社区和学校中都享有不错的声誉，但她在隐藏着自己的秘密。有一天，虎子在上学时救了头上长角的少女鹿乃子，使其免于被电缆缠住，但不知为何，鹿乃子发现她原来是个不良少女。当虎子迅速离开並到达学校时，鹿乃子以转学生的身份再次出现在虎子的班级中，就此展开了一场两个少女之间的喜剧。

## 登場人物

### 小鹿社
虎视虎子（聲：藤田咲）
高中二年级升上三年级，隐藏不良少女身份，以优等生身份重回校園生活的女高中生，並成為都立日野南高中的學生會長而享受被其他人崇拜的生活，坦言是受某部作品影響覺得不良很帥氣，才不小心在國中時跑偏，對剛轉學過來就知道她過去的鹿乃子乃子感到詫異，因而被迫成為小鹿社部長照顧她，日常被鹿乃子乃子不着边际的言行牵着鼻子走。都立日野南高中學生會會長兼小鹿社部長。
鹿乃子乃子（聲：潘惠美）
高中二年级升上三年级，头上長著鹿角的神祕少女。故事開頭轉學到都立日野南高中時因卡在電線杆上而與虎子相識，不知為何對虎子的過去瞭若指掌。头上的鹿角具有发光、爆破、储物等功能。最喜歡的食物是小鹿仙贝，可以為了小鹿仙贝而勇往直前。小鹿社所屬的鹿。会在动物园以鹿的身份打工，能和其他小鹿和谐相处。
虎视馅子（聲：田邊留依）
初中三年级升上高中一年级新生。虎子的妹妹，小鹿社部員，也是一個痴迷姊姊的重度姊控。持有著“凡是打擾我和姐姐相處時間的人都是敵人”的危險思想的病嬌。起初想干掉鹿乃子乃子，但在决斗后与她成了朋友。
馬車芽芽芽（聲：和泉風花）
高中一年级新生。 小鹿社成員。鹿乃子乃子的崇拜者，因感激她在危急时刻赠予自己食物，為了成為鹿而加入了小鹿社，成为了小鹿社的见习鹿。在小鹿社主要是吃飯和勤奮地做稻田。

### 學生會
貓山田根子（聲：久保百合花）
高中三年级，學生會副會長，身材娇小。正在策劃廢除小鹿社。一直在尋找虎視虎子的弱點，不過總是失敗。
狸小路絹（聲：土屋李央）
高中二年级，學生會書記。因為性格溫柔且認真，容易陷入消極思考。是脆弱的悲观主义者，会因为一点小挫折就大哭起来。想象力丰富，经常直接脑补到bad end。擅長的料理是蛋拌飯（帶殼）。
燕谷千春（聲：赤崎千夏）
高中二年级，學生會會計。看起來很酷且沉默寡言，但實際上是個對鹿乃子乃子非常痴迷的宅。

### 其他
鵜飼（聲：井上喜久子）
小鹿社顧問教師，本身也是虎子和鹿乃子的班導，個性溫和有禮，常笑臉迎人的無視鹿乃子引發的各種離奇現象而被虎子給暗地吐嘈。
燕谷善治（聲：江口拓也）
千春的哥哥，經營咖啡廳「喫茶小燕」。是個重度妹控。
角田先生（聲：高橋伸也）
從日野動物園逃出來的鹿，經常在街上和校舍內遊蕩。

## 出版書籍
| 冊數 | 講談社        | 講談社                 | 東立出版社     | 東立出版社             |
| 冊數 | 發售日期      | ISBN                   | 發售日期       | ISBN                   |
| ---- | ------------- | ---------------------- | -------------- | ---------------------- |
| 1    | 2020年7月17日 | ISBN 978-4-06-520245-6 | 2024年12月20日 | ISBN 978-626-02-2904-7 |
| 2    | 2021年2月17日 | ISBN 978-4-06-522330-7 |                |                        |
| 3    | 2022年2月17日 | ISBN 978-4-06-526851-3 |                |                        |
| 4    | 2023年2月16日 | ISBN 978-4-06-530787-8 |                |                        |
| 5    | 2024年5月9日  | ISBN 978-4-06-535574-9 |                |                        |
| 6    | 2024年7月9日  | ISBN 978-4-06-536165-8 |                |                        |
| 7    | 2025年3月7日  | ISBN 978-4-06-538743-6 |                |                        |

## 电视动画
改編電視動畫於2024年7月至9月在TOKYO MX和BS日本电视台播出，旁白由鸟海浩辅担任。

### 製作人員
- 原作：Oshioshio（日语：おしおしお）
- 导演：太田雅彦
- 副導演：大隈孝晴
- 系列构成：青島崇
- 角色设计：辻村步
- 總作畫監督：辻村歩、胡峰誠、今門卓也、池田結姬
- 道具設定：黑田亞里沙
- 美術監督：佐藤勝
- 美術設定：重川優輝
- 色彩設計：小松亞理沙
- 攝影監督：陳思翰
- 3DCG監督：市川孝次
- 剪輯：小野寺繪美
- 音響監督：蝦名恭範
- 音響效果：山谷尚人
- 音乐：三泽康广
- 音樂製作：FUJIPACIFIC MUSIC
- 音樂製作人：吉江輝成、臼倉龍太郎、川島麻衣
- 製作人：藤山直廉、松本整
- 動畫製作人：大谷丞、西岡大輔、陸星程
- 动画制作：WIT STUDIO
- 製作：日野南高中小鹿社[9]

### 主題曲
片頭曲鹿色Days
作詞：やぎぬまかな，作曲、編曲：和賀裕希
主唱：小鹿社－鹿乃子乃子（潘惠美）、虎視虎子（藤田咲）、虎視餡子（田邊留依）、馬車芽芽芽（和泉風花）
片尾曲
作詞：Safari Natsukawa、春川仁志，作曲、編曲：春川仁志
主唱：鹿乃子乃子（潘惠美）、虎視虎子（藤田咲）
插入曲
前進吧原不良小虎視（第3話）
主唱：虎視虎子（藤田咲）
（第4話）
作詞、作曲、主唱：鹿乃子乃子（潘惠美）
野生的鹿（第12話）
作詞、作曲、主唱：虎視虎子（藤田咲）

### 各話列表
| 話數 | 標題                          | 劇本             | 分鏡     | 演出                 | 作畫監督                                                             | 總作畫監督                 | 首播日期      |
| ---- | ----------------------------- | ---------------- | -------- | -------------------- | -------------------------------------------------------------------- | -------------------------- | ------------- |
| #01  | 少女與鹿的相遇                | 青島崇           | 太田雅彥 | 太田雅彥             | 馬場一樹、黑田亞里沙、Calvin Zhong、山中和泉、安藤暢啟               | 不適用                     | 2024年 7月7日 |
| #02  | 鹿與暗黑少女的相遇            | 杉原研二         | 太田雅彦 | 雄谷將仁             | 森川侑紀、青戶結加、楊國福                                           | 池田結姬、今門卓也         | 7月14日       |
| #03  | 馬車芽入學                    | 鴻野貴光         | 荒井省吾 | 荒井省吾             | 青戶結加、劉雲留、森川侑紀、李少雷                                   | 胡峰誠、池田結姬           | 7月21日       |
| #04  | 被盯上的小鹿社                | 山田靖智         | 小黑晃   | 佐沼健               | 森川侑紀、青戶結加、李少雷、程震雷                                   | 胡峰誠、池田結姬、今門卓也 | 7月28日       |
| #05  | 抓住那傢伙的弱點              | 杉原研二         | 名村英敏 | 堀內直樹             | 森川侑紀、程震雷                                                     | 胡峰誠、池田結姬、今門卓也 | 7月31日       |
| #06  | 夏日鹿祭典                    | 青島崇           | 大隈孝晴 | 青木由芳             | 橋本七虹、九之日、安藤暢啟、馬場一樹                                 | 不適用                     | 8月7日        |
| #07  | 小鹿週和直播和款待            | 鴻野貴光         | 誌村宏明 | 槙麻里奈             | 青戶結加、秋山繪梨                                                   | 池田結姬                   | 8月14日       |
| #08  | 鹿來鹿往                      | 山田靖智         | 佐沼健   | 佐沼健               | 森川侑紀、鴨川浩、今門卓也、程震雷、江湧                             | 胡峰誠、池田結姬           | 8月21日       |
| #09  | 讓體育祭圓滿落幕吧            | 杉原研二         | 小黑晃   |                      | 黑田亞里沙、橋本七虹、馬場一樹、大村佳鈴、王火龍、阿肆               | 不適用                     | 8月28日       |
| #10  | 全都是春天的錯                | 山田靖智         | 荒井省吾 | 荒井省吾             | 黑田亞里沙、橋本七虹、大村佳鈴、王火龍、三橋妙子                     | 胡峰誠                     | 9月4日        |
| #11  | 獵人與獵物                    | 鴻野貴光         | 誌村宏明 | 伊藤然一郎、有本二朗 | 橋本七虹、大村佳鈴、彭佩琦、黑田亞里沙、馬場一樹                     | 不適用                     | 9月11日       |
| #12  | 再見了小乃子 小鹿社將永遠長存 | 青島崇、太田雅彥 | 太田雅彥 | 赤松康裕             | 黑田亞里沙、橋本七虹、大村佳鈴、馬場一樹、安藤暢啟、彭佩琦、野崎真一 | 今門卓也、胡峰誠           | 9月18日       |

### 播放電視台
日本深夜動畫：下文記載的日本国内播放時間使用日本標準時間（UTC+9）表示。因為部分時間标识會採用30小时制，因此請留意这类超过24:00的时间，其實際播放時間為翌日清晨。
| 播映日期              | 播映時間（UTC+9）  | 播映電視台   | 播映地區       | 備註              |
| --------------------- | ------------------ | ------------ | -------------- | ----------------- |
| 2024年7月7日—9月22日  | 星期日 23:30—24:00 | TOKYO MX     | 東京都         |                   |
|                       |                    | BS日本       | 日本全域       | BS／BS4K放送      |
| 2024年7月9日—9月24日  | 星期二 25:20—25:50 | 福島放送     | 福島縣         |                   |
|                       | 星期二 25:30—26:00 | 愛知電視台   | 愛知縣         |                   |
|                       | 星期二 25:55—26:25 | 静岡放送     | 静岡縣         |                   |
| 2024年7月11日—9月26日 | 星期四 23:30—24:00 | AT-X         | 日本全域       | CS放送 / 字幕放送 |
|                       | 星期四 25:56—26:26 | 北海道放送   | 北海道         |                   |
| 2024年7月12日—9月27日 | 星期五 25:20—25:50 | 瀨戶內電視台 | 岡山縣、香川縣 |                   |
|                       | 星期五 26:18—26:48 | 長崎文化放送 | 長崎縣         |                   |
| 2024年7月16日—10月1日 | 星期二 23:00—23:30 | 栃木電視台   | 栃木縣         |                   |

### BD
| 卷數 | 發售日期       | 收錄話數     | 規格編號   |
| ---- | -------------- | ------------ | ---------- |
| BOX  | 2024年12月18日 | 第1話—第12話 | VPXY-72088 |